# تريشيا لي فيشر
تريشيا لي فيشر (بالإنجليزية: Tricia Leigh Fisher)‏ هي مغنية وممثلة أمريكية، ولدت في 26 ديسمبر 1968 في الولايات المتحدة. بدأت مشوارها المهني سنة 1985.

## أعمال

### مسلسلات
- عقول إجرامية

## وصلات خارجية
- تريشيا لي فيشر على موقع IMDb (الإنجليزية)
- تريشيا لي فيشر على موقع ألو سيني (الفرنسية)
- تريشيا لي فيشر على موقع ميوزك برينز (الإنجليزية)
- تريشيا لي فيشر على موقع أول موفي (الإنجليزية)
- تريشيا لي فيشر على موقع قاعدة بيانات الأفلام السويدية (السويدية)
- تريشيا لي فيشر على موقع قاعدة بيانات الفيلم (الإنجليزية)
- تريشيا لي فيشر على موقع كينوبويسك (الروسية)